# Maywood (California)
Maywood, fundada en 1958, es una ciudad ubicada en el condado de Los Ángeles en el estado estadounidense de California. En el año 2009 tenía una población de 30,034 habitantes y una densidad poblacional de 9,879.605 personas por km².

## Geografía
Maywood se encuentra ubicada en las coordenadas 33°59′16″N 118°11′12″O / 33.98778, -118.18667. Según la Oficina del Censo, la ciudad tiene un área total de 3,04 km² (1,2 mi²), de la cual 3,04 km² (1,2 mi²) es tierra y 0 km² (0 mi²) (0%) es agua.

### Localidades adyacentes
El siguiente diagrama muestra a las localidades en un radio de 8 kilómetros (5 mi) de Maywood.

## Demografía
Según la Oficina del Censo en 2000 los ingresos medios por hogar en la localidad eran de $43,000, y los ingresos medios por familia eran $40,522. Los hombres tenían unos ingresos medios de $43,646 frente a los $40,397 para las mujeres. La renta per cápita para la localidad era de $11,965.

## Educación

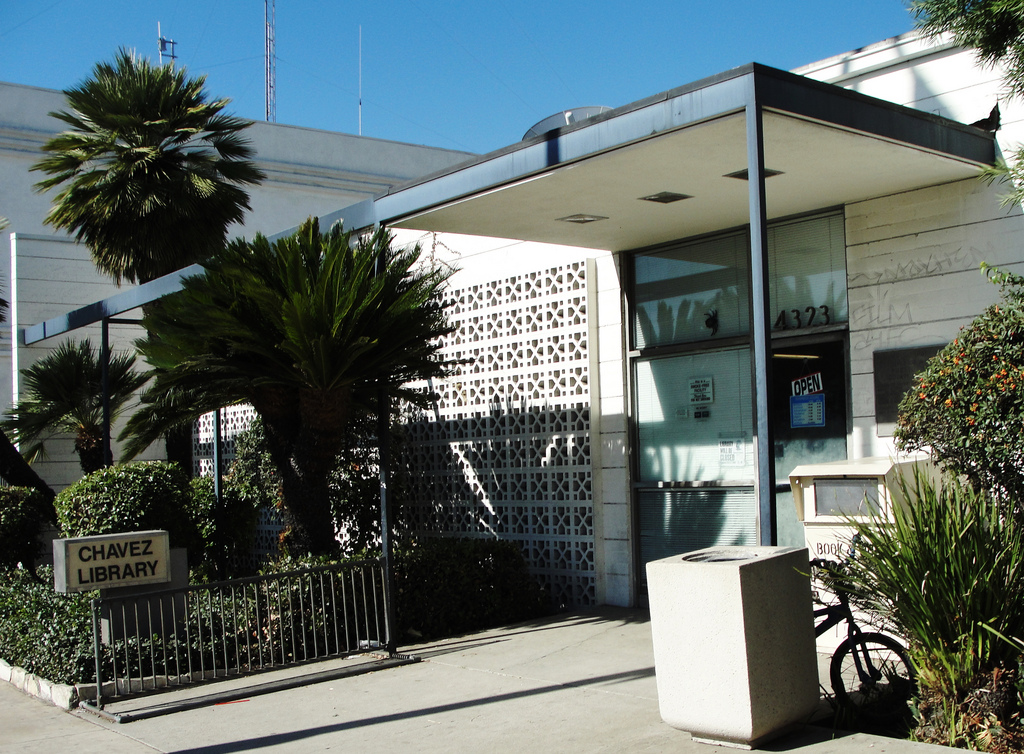
Maywood Cesar Chavez Library

El Distrito Escolar Unificado de Los Ángeles gestiona escuelas públicas.
La Biblioteca Pública del Condado de Los Ángeles gestiona la Maywood Cesar Chavez Library.